# Jelena Genčić
Jelena Genčić (em sérvio:  Јелена Генчић, Belgrado, 9 de outubro de 1936 - 1 de junho de 2013) foi uma tenista e jogadora de handebol iugolava, de origem sérvia. Nos anos 1970 ela se tornou treinadora e descobriu jogadores como Novak Djokovic, Monica Seles, Goran Ivanišević, Mima Jaušovec, Iva Majoli e Tatjana Ječmenica.

## Biografia
Nascida numa família de sete crianças do pai sérvio Jovan e mãe austríaca Hermina, Jelena vinha de uma família proeminente sérvia. Seu avô Lazar Genčić estudou medicina em Viena e se tornou o primeiro cirurgião da Sérvia e criou um hospital. Na I Guerra Mundial ele conquistou o posto de general na Campanha Sérvia. Seu tio-avô Đorđe Genčić foi ministro do interior no governo Nikola Pašić e um dos conspiradores do Golpe de Maio sérvio.
Ela graduou-se em história da arte na Universidade de Belgrado.

## Carreira

### Esporte
Genčić foi uma tenista e jogadora de handebol. Após se aposentar, nos anos 1970, ela se tornou treinadora de tênis e descobriu jogadores como Novak Djokovic, Monica Seles, Goran Ivanišević, Mima Jaušovec, Iva Majoli e Tatjana Ječmenica.

### Mídia
Genčić trabalhou como diretor de televisão na rede estatal de televisão TV Belgrado que se transformou na Rádio Televisão da Sérvia.